# Rivière Nicette
Pour les articles homonymes, voir Nicette.
La rivière Nicette est un affluent de la rivière du Sault aux Cochons, coulant sur la rive Nord-Ouest du fleuve Saint-Laurent, dans le territoire non organisé Lac-au-Brochet, dans la municipalité régionale de comté (MRC) de La Haute-Côte-Nord, dans la région administrative de la Côte-Nord, dans la Province de Québec, au Canada. Le cours de cette rivière descend entièrement dans le territoire de la Zec de Forestville.
À partir de la route 138, la route forestière R0952 remonte par la rive Sud la vallée de la rivière du Sault aux Cochons, en passant devant l’embouchure de la rivière Nicette. De là, une route forestière enjambe la rivière du Sault aux Cochons pour remonter vers le Nord par la vallée du ruisseau à Truchon, situé du côté Ouest du cours de la rivière Nicette. Une remonte vers le Nord-Est pour desservir la partie supérieure de la vallée de la rivière Nicette, soit du côté Nord du lac Nicette,,.
La foresterie constitue la principale activité économique du secteur ; les activités récréotouristique, en second.
La surface de la rivière Nicette habituellement gelée de la fin novembre au début avril, toutefois la circulation sécuritaire sur la glace se fait généralement de la mi-décembre à la fin mars.

## Géographie
Les principaux bassins versants voisins de la rivière Nicette sont :
- côté Nord : lac Forrest, lac Boston, lac de l’Alouette, rivière Volant, rivière Virot, rivière Betsiamites ;
- côté Est : lac Ouelette, rivière Ouelette, Petite rivière Ouelette, rivière Laval ;
- côté Sud : rivière du Sault aux Cochons, ruisseau Pleau, ruisseau Savard, ruisseau des Jumeaux, ruisseau Chat, ruisseau Marcoux, rivière Portneuf (Côte-Nord) ;
- côté Ouest : rivière du Sault aux Cochons, ruisseau à Truchon, rivière Isidore, rivière Isidore Est[2].

La rivière Nicette prend sa source à l’embouchure d’un lac non identifié (longueur : 0,2 km ; altitude : 456 m), en zone de marais et en zone forestière. Ce lac est situé du côté Est de la ligne de partage des eaux avec le bassin versant du ruisseau de la Savane lequel draine les lacs avoisinants : « lac de la Main et lacs du Grand Canyon ; ainsi que du côté Sud de la ligne de partage des eaux avec le versant de la rivière Volant.
L’embouchure de ce lac de tête est située à :
- 41,6 km d’une baie du Sud-Est du réservoir Pipmuacan ;
- 33,0 km au Sud-Est du centre du village de Labrieville ;
- 11,8 km au Nord-Ouest de l’embouchure de la rivière Nicette (confluence avec la rivière du Sault aux Cochons) ;
- 40,7 km au Nord-Ouest de la confluence de la rivière du Sault aux Cochons et du fleuve Saint-Laurent, à Forestville ;
- 53,6 km au Sud-Ouest de l’embouchure de la rivière Betsiamites[2].

À partir de l’embouchure du lac de tête, la rivière Nicette coule généralement dans une vallée encaissée en zones forestières, vers le Sud-Est jusqu’au lac Nicette, puis vers le Sud, sur 20,6 km selon les segments suivants :
- 1,4 km vers le Sud-Est, jusqu’à la décharge (venant du Sud-Ouest) du lac Malfait ;
- 2,6 km vers le Sud-Est, jusqu’à la décharge (venant du Nord-Est) du lac Gendron et Petit lac Gendron ;
- 4,4 km vers le Sud-Est, jusqu’à la décharge (venant du Nord) du lac aux Lièvres. Note : Cette décharge correspond à un coude de rivière ;
- 4,9 km vers le Sud en traversant une zone de marais en fin de segment, jusqu’à la rive Nord du lac Nicette ;
- 4,2 km vers le Sud en traversant le Lac Nicette (longueur : 5,0 km ; altitude : 248 m), jusqu’au barrage situé à l’embouchure du lac, au fond d’une baie d’une longueur de 2,4 km s’étirant vers le Sud ;
- 3,1 km vers le Sud-Ouest, encastré entre les montagnes, accusant un dénivelé de 124 m dans ce segment, jusqu'à la confluence de la rivière[2].

L'embouchure de la rivière Nicette se déverse dans un coude de rivière sur la rive Nord de la rivière du Sault aux Cochons dans le territoire non organisé de Lac-au-Brochet. Cette confluence de la rivière Nicette située à :
- 31,0 km au Sud du centre du village de Labrieville ;
- 31,0 km au Nord-Ouest de la confluence de la rivière du Sault aux Cochons et du fleuve Saint-Laurent ;
- 51,5 km au Sud-Ouest de l’embouchure de la rivière Betsiamites[2].

## Toponymie
Le terme « Nicette » constitue un prénom féminin et un nom de famille d’origine française.
Le toponyme "Rivière Nicette" a été officialisé le 15 juillet 1970 à la Banque des noms de lieux de la Commission de toponymie du Québec.